# Очень короткая ночная музыка
Серенада до-мажор для 2 скрипок и баса, K. 648 (нем. Serenade in C für 2 Violinen und Basso), или Очень короткая ночная музыка (нем. Ganz kleine Nachtmusik), — серенада, датируемая второй половиной 1760-х годов, предположительно написанная Вольфгангом Амадеем Моцартом.
Произведение состоит из семи миниатюрных частей для струнного трио и длится 12 минут.

## Обнаружение
Музыкальное произведение было обнаружено в муниципальной библиотеке Лейпцига в ходе подготовки нового издания Каталога Кёхеля. Произведение под названием «Serenate ex C» находилось в собрании Карла Фердинанда Беккера. Найденная рукопись является копией, записанной в 1780 году тёмно-коричневыми чернилами на средне-беловатой бумаге ручной работы.

## Авторство

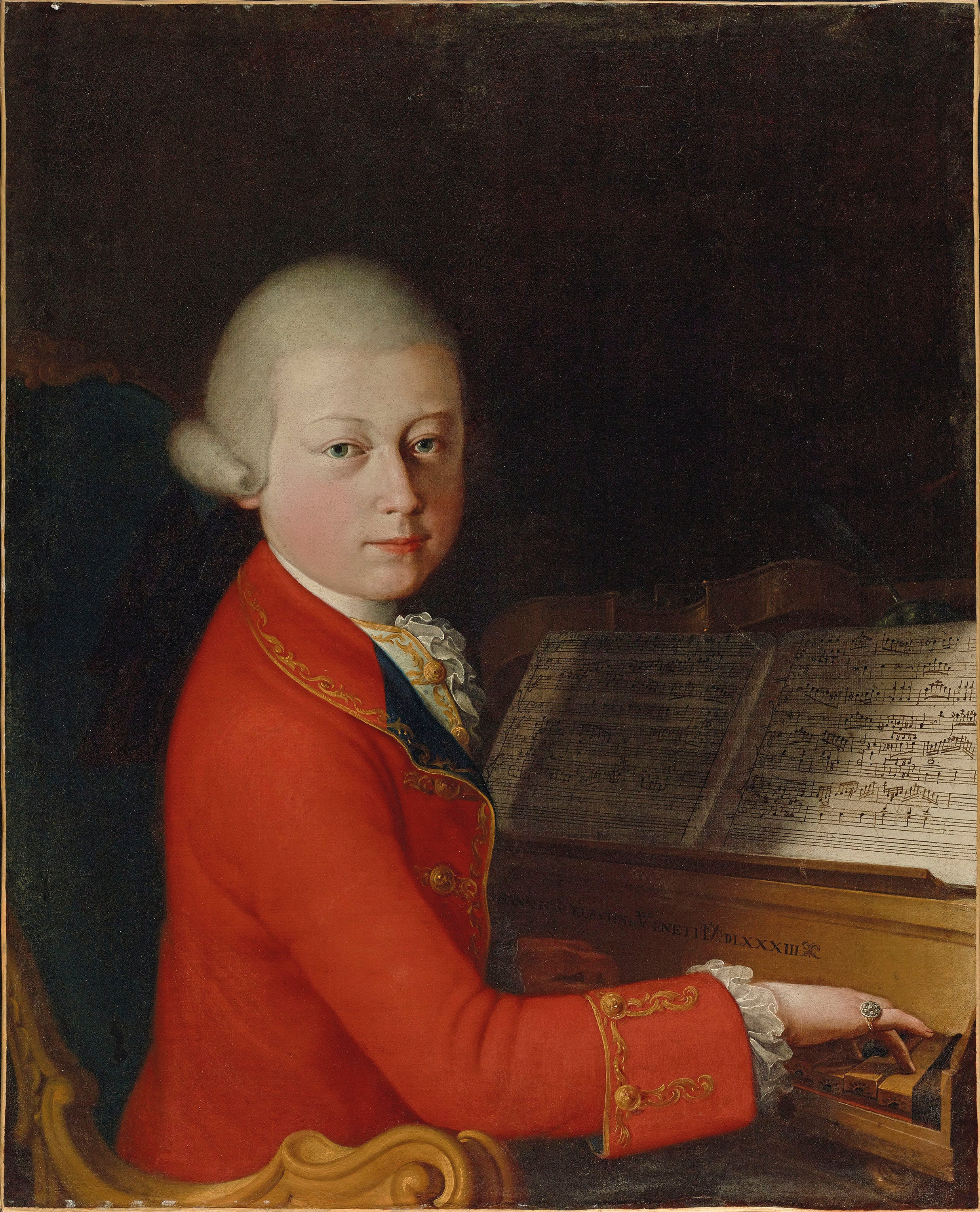
Моцарт в Италии в возрасте 13 лет в Вероне (1770)

Композиция похожа на произведения Моцарта, но его авторство пока полностью не доказано.
По мнению обнаруживших партитуру специалистов, произведение было сочинено Моцартом в возрасте 10—13 лет. Согласно Каталогу Кёхеля, оно «сохранилось в единственном источнике, в котором указание автора позволяет предположить, что произведение было написано до первой поездки Моцарта в Италию».
По мнению музыковеда Ульриха Лайзингера, можно исключать авторство других композиторов и утверждать, что произведение было написано Моцартом в юношестве.

## Исполнение
Впервые после обнаружения произведение было исполнено 19 сентября 2024 года на презентации нового издания Каталога Кёхеля в Зальцбурге.
21 сентября 2024 года в Лейпцигской опере состоялась немецкая премьера произведения. Серенаду исполнили учащиеся музыкальной школы имени И. С. Баха города Лейпцига: скрипачи братья Винсент и Давид Геер и виолончелистка Элизабет Циммерманн.